# Hans Stuck
Hans Stuck (* 27. Dezember 1900 in Warschau, Russisches Kaiserreich; † 9. Februar 1978 in Grainau) war ein deutsch-österreichischer Automobilrennfahrer. Hans Stuck ging als „der Bergkönig“ in die Motorsportgeschichte ein, weil er besonders bei Bergrennen sehr viele Erfolge erzielte. Er galt zudem als Prototyp des Herrenfahrers.

## Leben
Ursprünglich besaß Stucks Vater Gut Sterz, einen landwirtschaftlichen Betrieb in Wolfratshausen in Oberbayern. Nach Stucks eigener Beschreibung habe der Vater den Betrieb langsam an ihn übergeben. Stuck hatte berechnet, dass er für seine Milch 3 Pfennig/Liter mehr bekäme, wenn er sie selbst nach München fahren und in einem eigenen Laden verkaufen würde. Dabei sei er wie ein Irrer gefahren, hinter dem der Teufel her wäre. Daneben habe er Traktorenrennen auf abgeernteten Feldern veranstaltet.
1925 startete Stuck bei seinem ersten Bergrennen im Rahmen des 5. Internationalen Automobil-Turniers in Baden-Baden und gewann mit einem von ihm selbst modifizierten Dürkopp auf Anhieb in der Tourenwagen-Klasse.

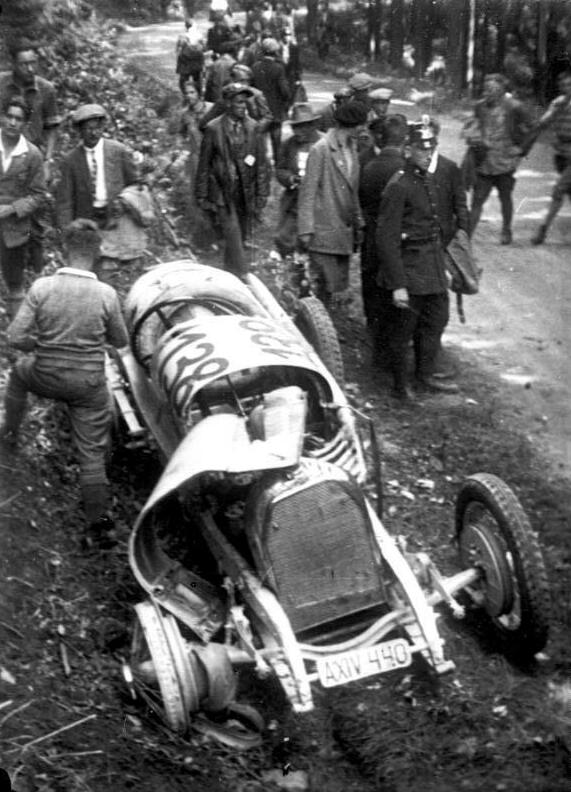
Stucks schwer zerstörter Wagen nach seinem Unfall 1929 beim Schauinsland-Rennen

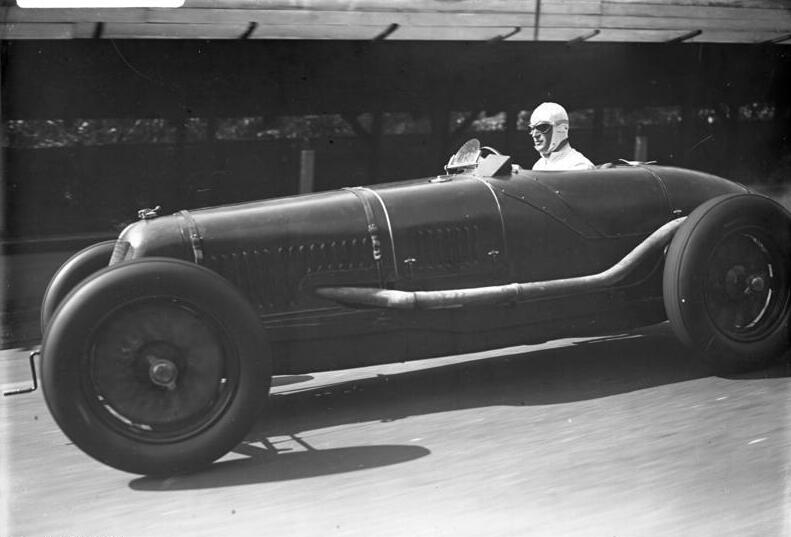
Hans Stuck 1932 auf Mercedes-Benz beim AVUS-Rennen in Berlin

Von 1927 bis 1930 fuhr Stuck einen Austro-Daimler und war damit bei Bergrennen nahezu unbesiegbar. So gewann er unter anderem 1927 und 1928 das Salzbergrennen und 1930 die Europa-Bergmeisterschaft für Rennwagen. Für Rundstreckenrennen jedoch war sein Wagen weniger geeignet. Nach dem Rückzug von Austro-Daimler wechselte er zum Rennteam von Mercedes-Benz, für das er unter anderem 1931 den Grand Prix von Lemberg sowie zahlreiche Bergrennen gewann, unter anderem 1932 die Europa-Bergmeisterschaft für Sportwagen. 1936 stellte Stuck auf 10 Meilen des neuen Autobahnteilstückes zwischen Frankfurt und Heidelberg bei fliegendem Start einen neuen Geschwindigkeitsweltrekord von 286,496 km/h auf.
Als 1934 die 750-kg-Formel für Grand-Prix-Rennwagen eingeführt wurde, ließ der Auto-Union-Konzern, ein Zusammenschluss der vier Marken Audi, DKW, Wanderer und Horch, von Ferdinand Porsche einen entsprechenden Rennwagen konstruieren. Hans Stuck kam im von Rennleiter Willy Walb geführten Werksteam mit dem stark übersteuernden und schwierig zu fahrenden, für die damalige Zeit neuartigen Mittelmotorwagen Typ A sofort zurecht und gewann den Großen Preis von Deutschland und den Großen Preis der Schweiz im selben Jahr. Dank der überlegenen Traktion dieser Bauweise, die erst rund 25 Jahre später in der Formel 1 üblich wurde, sowie seiner Streckenkenntnisse war Stuck bei Bergrennen fast unschlagbar.
Auf der Rundstrecke dagegen war die bis zu 500 PS starke „Heckschleuder“ der Auto Union oft kaum zu beherrschen. 1936 erwuchs Stuck bei Auto Union mit dem jungen Bernd Rosemeyer ein hervorragender Konkurrent, der mehrere Rennen gewann, ohne vorher viel Erfahrung auf Rennwagen gesammelt zu haben. Nachdem 1937 jedoch Mercedes wieder mit dem neuen über 600 PS starken Modell W 125 dominierte, wurde Stuck von Auto Union entlassen, da man dem Vorbild Rosemeyers folgend auf junge Motorradpiloten setzen wollte, die sich noch nicht an die andernorts üblichen Frontmotorwagen gewöhnt hatten.
Zu dieser Zeit wurde Stuck von Ulrich Bigalke zusammen mit Bernd Rosemeyer und Manfred von Brauchitsch für den abendfüllenden „Rennfilm“ Deutsche Siege in drei Erdteilen (1937) gefilmt. 1933 war bereits ein Unterhaltungsfilm mit dem charismatischen Rennfahrer geplant, der den Titel Mit Vollgas ins Glück tragen sollte. Dieser Film kam jedoch nicht zustande.
Angesichts seines sinkenden Sterns setzte er ab 1936 seine Hoffnung auf einen Geschwindigkeitsrekord mit dem 3000 PS starken Mercedes-Benz T 80. Der Rekordversuch mit Daimler stand jedoch im Konflikt zu seinem Vertrag mit Auto Union, und Daimler hatte sich insgeheim für Rudolf Caracciola entschieden.
Nach dem Tod Rosemeyers Anfang 1938 kam Stuck wieder zur Auto Union und erreichte den dritten Platz beim Großen Preis von Deutschland. Der neue Teamkollege, die italienische Rennlegende Tazio Nuvolari, galt als bester Fahrer der Auto Union. Bei Bergrennen war Stuck weiterhin erfolgreich.

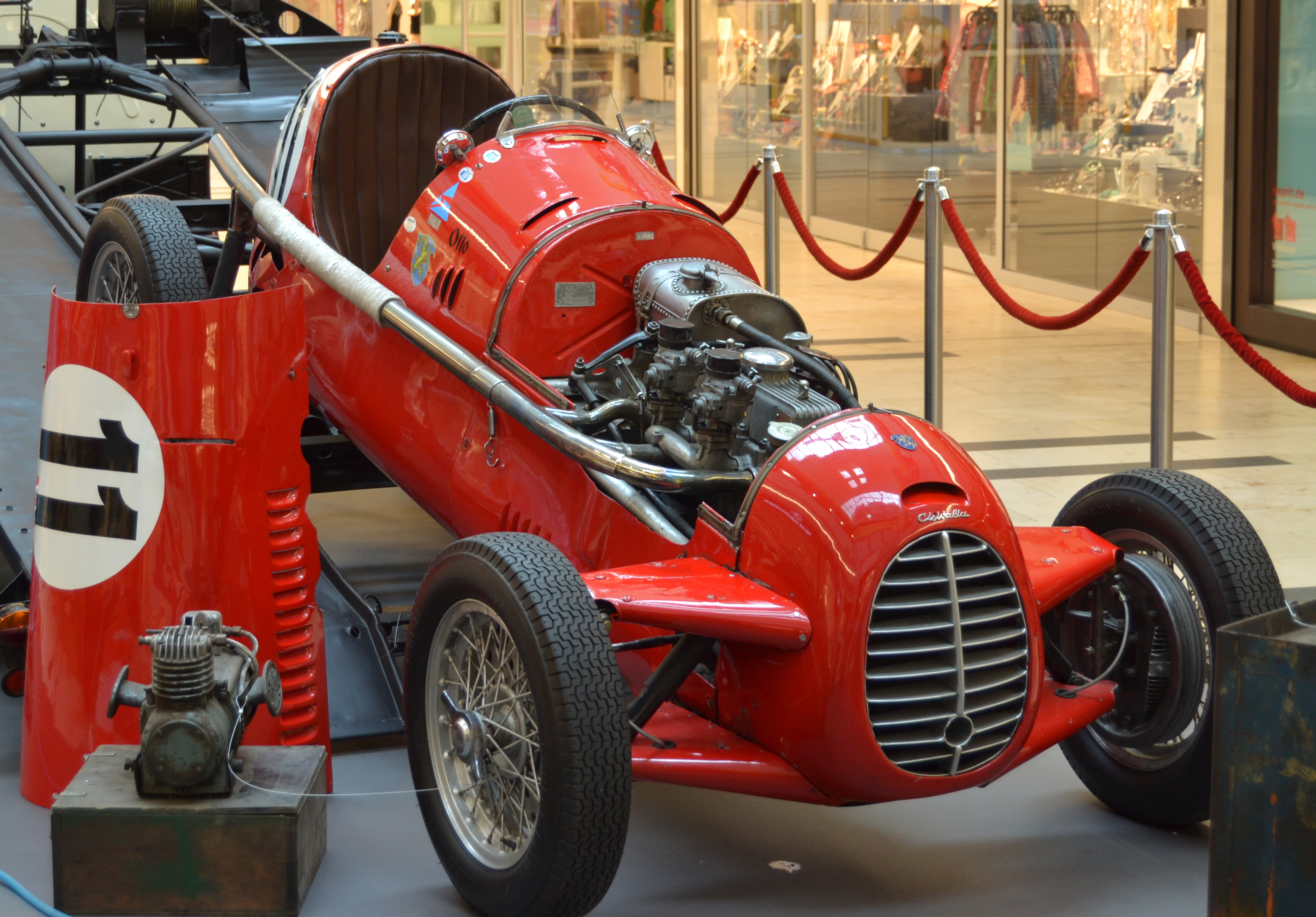
Stucks Cisitalia D46, mit dem er 1947 auf dem Hockenheimring gewann

Hans Stuck besaß seit seiner Zeit bei Austro-Daimler neben der deutschen auch die österreichische Staatsbürgerschaft. Da die deutschen Fahrer nach dem Zweiten Weltkrieg vom Rennsport ausgeschlossen waren, startete er bis 1950 zunächst als Österreicher. Nach einer Saison mit einem Cisitalia fuhr er, unterbrochen von einem kurzen, erfolglosen Intermezzo im Sechzehnzylinder-Rennwagen B.R.M. P15 beim Großen Preis von Italien 1951, zwischen 1949 und 1953 vor allem in der Formel 2 mit von Alexander von Falkenhausen gebauten AFM-Rennwagen. Mit seinem privaten, anfänglich mit einem von Richard Küchen entwickelten V8-Leichtmetallmotor ausgerüsteten AFM startete er 1952 beim Großen Preis der Schweiz, musste das Rennen jedoch vorzeitig aufgeben. Ein Versuch, sich beim Großen Preis von Italien mit dem Zwölfzylinder-Ferrari des Schweizers Rudolf Fischer zu qualifizieren, blieb ebenso erfolglos wie zwei weitere Starts 1953 bei den Großen Preisen von Deutschland und Italien mit dem mittlerweile mit einem Bristol-Motor ausgestatteten AFM. Große Erfolge waren angesichts der Übermacht von Ferrari und Maserati nicht mehr möglich.
In der DDR nahm Stuck auch an einigen Autorennen teil, u. a. auf der Halle-Saale-Schleife oder beim Leipziger Stadtparkrennen, wo er 1952 mit seinem Formel-2-AFM im Regen gewann.
Stuck konzentrierte sich neben seinen Teilnahmen an Rundstreckenrennen wieder zunehmend auf sein Metier, die Bergrennen. Hier war seine Popularität ungebrochen. Mit Porsche und BMW setzte er seine Karriere fort, 1960 wurde er im Alter von 60 Jahren nochmals Deutscher Bergmeister.
Am 9. Dezember 1960 verlieh ihm Bundespräsident Heinrich Lübke das Silberne Lorbeerblatt.
Hans Stuck beendete seine aktive Karriere 1962 und widmete sich fortan der Schulung von Sportfahrern, insbesondere auf dem Nürburgring. So konnte sein 1951 geborener Sohn Hans-Joachim Stuck schon in jungen Jahren dort Erfahrungen sammeln. Von 1958 bis 1975 war Stuck der Präsident des Vespa Club von Deutschland VCVD e. V.
Hans Stuck heiratete mit 21 Jahren Ellen Hahndorf. Von 1932 bis 1948 war er mit der Tennisspielerin Paula von Reznicek verheiratet, ehe er Christa Thielmann (1921–2014) heiratete. Ihr gemeinsames Kind ist Hans-Joachim Stuck.
Stuck publizierte seine Autobiographie unter dem Titel Zweimal Hans Stuck im Jahre 1972.
Hans Stuck starb 1978 im Alter von 77 Jahren in Grainau (Landkreis Garmisch-Partenkirchen). Dort wurde er auf dem Gemeindefriedhof beigesetzt. Seine 36 Jahre später verstorbene Frau Christa wurde neben ihm bestattet.

## Statistik

### Vorkriegs-Grands-Prix-Ergebnisse
| Saison | Team                              | Wagen                  | 1   | 2   | 3   | 4   | 5   | 6   | 7   | Punkte | Position |
| ------ | --------------------------------- | ---------------------- | --- | --- | --- | --- | --- | --- | --- | ------ | -------- |
| 1932   | H. Stuck (privat) / Wilhelm Merck | Mercedes-Benz Typ SSKL |     |     |     |     |     |     |     | 0      | —        |
| 1932   | H. Stuck (privat) / Wilhelm Merck | Mercedes-Benz Typ SSKL | DNA |     | DNS |     |     |     |     | 0      | —        |
| 1934   | Auto Union AG                     | Auto Union Typ A       |     |     |     |     |     |     |     | —      | —        |
| 1934   | Auto Union AG                     | Auto Union Typ A       |     | DNF | DNA | DNA | 2 1 | 4 2 |     | —      | —        |
| 1935   | Auto Union AG                     | Auto Union Typ B       |     |     |     |     |     |     |     | 36     | 5.       |
| 1935   | Auto Union AG                     | Auto Union Typ B       |     | DNF |     | 2   | 11  | 1   | DNF | 36     | 5.       |
| 1936   | Auto Union AG                     | Auto Union Typ C       |     |     |     |     |     |     |     | 15     | 2.       |
| 1936   | Auto Union AG                     | Auto Union Typ C       | 3   | 2   | 3   | DNF |     |     |     | 15     | 2.       |
| 1937   | Auto Union AG                     | Auto Union Typ C       |     |     |     |     |     |     |     | 20     | 5.       |
| 1937   | Auto Union AG                     | Auto Union Typ C       | 2   | DNF | 4   | 4   | 9   |     |     | 20     | 5.       |
| 1938   | Auto Union AG                     | Auto Union Typ D       |     |     |     |     |     |     |     | 20     | 5.       |
| 1938   | Auto Union AG                     | Auto Union Typ D       |     | 3   | 4   | DNF |     |     |     | 20     | 5.       |
| 1939   | Auto Union AG                     | Auto Union Typ D       |     |     |     |     |     |     |     | 23     | 9.       |
| 1939   | Auto Union AG                     | Auto Union Typ D       |     | 6   | DNF | 10  |     |     |     | 23     | 9.       |

| Legende  | Legende                                                                   | Legende                                                                   |           |
| Farbe    | Bedeutung                                                                 | Bedeutung                                                                 | EM-Punkte |
| -------- | ------------------------------------------------------------------------- | ------------------------------------------------------------------------- | --------- |
| Gold     | Sieg                                                                      | Sieg                                                                      | 1         |
| Silber   | 2. Platz                                                                  | 2. Platz                                                                  | 2         |
| Bronze   | 3. Platz                                                                  | 3. Platz                                                                  | 3         |
| Grün     | Klassifiziert, mehr als 75% der Renndistanz zurückgelegt                  | Klassifiziert, mehr als 75% der Renndistanz zurückgelegt                  | 4         |
| Blau     | nicht punkteberechtigt, zwischen 50% und 75% der Renndistanz zurückgelegt | nicht punkteberechtigt, zwischen 50% und 75% der Renndistanz zurückgelegt | 5         |
| Violett  | nicht punkteberechtigt, zwischen 25% und 50% der Renndistanz zurückgelegt | nicht punkteberechtigt, zwischen 25% und 50% der Renndistanz zurückgelegt | 6         |
| Rot      | nicht punkteberechtigt, weniger als 25% der Renndistanz zurückgelegt      | nicht punkteberechtigt, weniger als 25% der Renndistanz zurückgelegt      | 7         |
| Farbe    | Abkürzung                                                                 | Bedeutung                                                                 | EM-Punkte |
| Schwarz  | DSQ                                                                       | disqualifiziert (disqualified)                                            | 8         |
| Weiß     | DNS                                                                       | nicht gestartet (did not start)                                           | 8         |
| Weiß     | DNA                                                                       | nicht erschienen (did not arrive)                                         | 8         |
| sonstige | P/fett                                                                    | Pole-Position                                                             | 8         |
| sonstige | SR/kursiv                                                                 | Schnellste Rennrunde                                                      | 8         |
| sonstige | DNF                                                                       | Rennen nicht beendet (did not finish)                                     | 8         |

### Statistik in der Automobil-Weltmeisterschaft

#### Gesamtübersicht
| Saison | Team                             | Chassis | Motor          | Rennen | Siege | Zweiter | Dritter | Poles | schn. Rennrunden | Punkte | WM-Pos. |
| ------ | -------------------------------- | ------- | -------------- | ------ | ----- | ------- | ------- | ----- | ---------------- | ------ | ------- |
| 1952   | Alex von Falkenhausen Motorenbau | AFM 4   | Küchen 2.0 V8  | 1      | −     | −       | −       | −     | −                | −      | NC      |
| 1953   | Hans Stuck                       | AFM 4   | Bristol 2.0 L6 | 2      | −     | −       | −       | −     | −                | −      | NC      |
| Gesamt | Gesamt                           | Gesamt  | Gesamt         | 3      | −     | −       | −       | −     | −                | −      |         |

#### Einzelergebnisse
| Saison | 1 | 2 | 3 | 4 | 5 | 6   | 7   | 8  | 9 |
| ------ | - | - | - | - | - | --- | --- | -- | - |
| 1951   |   |   |   |   |   |     |     |    |   |
|        |   |   |   |   |   | DNS |     |    |   |
| 1952   |   |   |   |   |   |     |     |    |   |
| DNF    |   |   |   |   |   |     | DNQ |    |   |
| 1953   |   |   |   |   |   |     |     |    |   |
|        |   |   |   |   |   | DNF |     | 14 |   |

| Legende  | Legende            | Legende                                                          |
| Farbe    | Abkürzung          | Bedeutung                                                        |
| -------- | ------------------ | ---------------------------------------------------------------- |
| Gold     | –                  | Sieg                                                             |
| Silber   | –                  | 2. Platz                                                         |
| Bronze   | –                  | 3. Platz                                                         |
| Grün     | –                  | Platzierung in den Punkten                                       |
| Blau     | –                  | Klassifiziert außerhalb der Punkteränge                          |
| Violett  | DNF                | Rennen nicht beendet (did not finish)                            |
| Violett  | NC                 | nicht klassifiziert (not classified)                             |
| Rot      | DNQ                | nicht qualifiziert (did not qualify)                             |
| Rot      | DNPQ               | in Vorqualifikation gescheitert (did not pre-qualify)            |
| Schwarz  | DSQ                | disqualifiziert (disqualified)                                   |
| Weiß     | DNS                | nicht am Start (did not start)                                   |
| Weiß     | WD                 | zurückgezogen (withdrawn)                                        |
| Hellblau | PO                 | nur am Training teilgenommen (practiced only)                    |
| Hellblau | TD                 | Freitags-Testfahrer (test driver)                                |
| ohne     | DNP                | nicht am Training teilgenommen (did not practice)                |
| ohne     | INJ                | verletzt oder krank (injured)                                    |
| ohne     | EX                 | ausgeschlossen (excluded)                                        |
| ohne     | DNA                | nicht erschienen (did not arrive)                                |
| ohne     | C                  | Rennen abgesagt (cancelled)                                      |
| ohne     | keine WM-Teilnahme |                                                                  |
| sonstige | P/fett             | Pole-Position                                                    |
| sonstige | 1/2/3/4/5/6/7/8    | Punktplatzierung im Sprint-/Qualifikationsrennen                 |
| sonstige | SR/kursiv          | Schnellste Rennrunde                                             |
| sonstige | *                  | nicht im Ziel, aufgrund der zurückgelegten Distanz aber gewertet |
| sonstige | ()                 | Streichresultate                                                 |
| sonstige | unterstrichen      | Führender in der Gesamtwertung                                   |

## Schriften
- mit Ernst Günther Burggaller, Das Autobuch., Drei Masken Verlag, Berlin 1933.
- 4 Mordskerle., Verbano-Verlag, Locarno, Leipzig 1938.
- Sportkanonen privat., Drei Masken Verlag, Berlin 1941.
- Der Bergkönig., Sportverlag, Berlin (Ost) 1955.
- Tagebuch eines Rennfahrers., mvg, München 1967.
- Zweimal Hans Stuck: ein Rennfahrer-Tagebuch., Motorbuch-Verlag, Stuttgart 1972, ISBN 978-3-87943-269-1.